# Péry-La Heutte
Péry-La Heutte är en kommun i distriktet Jura bernois i kantonen Bern, Schweiz. Kommunen har 1 957 invånare (2023).
Den 1 januari 2015 slogs de tidigare kommunerna Péry och La Heutte samman till Péry-La Heutte.